# کرونشتات گروم
کرونشتات گروم ((به روسی: Кронштадт Гром) به‌معنی «تندر») یک پهپاد رزمی هم‌پر روسی است که توسط شرکت کرونشتات معرفی شده‌است و اولین بار در مجمع آرمی-۲۰۲۰ رونمایی شد.

## توسعه
یک ماکت با مقیاس یک‌به‌یک از پهپاد گروم در آرمی-۲۰۲۰ توسط کرونشتات رونمایی شد.
«گروم» برای عملیات مشارکتی با جنگنده‌هایی مانند سوخو-۳۵ و سوخو-۵۷ طراحی شده‌است. به‌گفتهٔ طراح اصلی کرونشتات، وظیفهٔ اصلی این پهپاد رزمی افزایش بقای خلبانان و هواپیماهای آنها است.
«گروم» قادر به حمل موشک‌های هدایت‌شونده هوابه‌سطح خا-۳۸ خواهد بود. اسلحه‌ها روی چهار آویزگاه - دو تا زیر بال‌ها و دو تا در محفظه داخلی - قرار می‌گیرند. شرکت موشک‌های تاکتیکی برای این پهپاد موشک‌های هوابه‌سطحی مانند موشک هدایت‌شونده ایزدلیه ۸۵ و بمب‌های هدایت شونده کاب-۲۵۰ و کاب-۵۰۰ را طراحی کرده‌است. پهپاد گروم نه تنها می‌تواند با سلاح‌های خود عمل کند، بلکه می‌تواند گروهی ۱۰ واحدی از پهپادهای تهاجمی مولنیا را که از یک حامل دیگر پرتاب می‌شود، کنترل کند.
در جریان مجمع آرمی-۲۰۲۲، نمایندگان کرونشتات تأیید کردند که قراردادهای دولتی برای توسعه این پهپاد امضا شده‌است و گروم در مرحله طراحی اولیه است.

## مشخصات فنی
داده‌ها از TASS, RG.ru
ویژگی‌های عمومی
- خدمه: بی‌سرنشین
- طول: ۱۳٫۸ متر (۴۵ فوت ۳ اینچ)
- پهنای بال: ۱۰ متر (۳۲ فوت ۱۰ اینچ)
- ارتفاع: ۳٫۸ متر (۱۲ فوت ۶ اینچ)
- وزن خالی: ۷٬۰۰۰ کیلوگرم (۱۵٬۴۳۲ پوند)

عملکرد
- حداکثر سرعت: ۱٬۰۰۰ کیلومتر بر ساعت (۶۲۰ مایل بر ساعت، ۵۴۰ گره)
- سرعت کروز: ۸۰۰ کیلومتر بر ساعت (۵۰۰ مایل بر ساعت، ۴۳۰ گره)
- بُرد: ۸۰۰ کیلومتر (۵۰۰ مایل، ۴۳۰ مایل دریایی)
- حداکثر ارتفاع: ۱۲٬۰۰۰ متر (۳۹٬۰۰۰ فوت)

تسلیحات

- دارای ۴ آویزگاه: ۲ تا زیر بال‌ها و ۲ تا در محفظه داخلی برای حداکثر ۱٫۳ تن مهمات
- موشک‌ها
  - موشک‌های هوابه‌سطح
    - خا-۳۸
- بمب‌ها
  - کاب-۲۵۰
  - کاب-۵۰۰